# Die unerträgliche Leichtigkeit des Seins (Film)
Die unerträgliche Leichtigkeit des Seins ist ein US-amerikanisches Filmdrama von Philip Kaufman aus dem Jahr 1988. Das Drehbuch schrieben Jean-Claude Carrière und Philip Kaufman nach dem gleichnamigen Roman von Milan Kundera.

## Handlung
Prag, 1968. Der junge, attraktive Chirurg Tomáš führt privat ein ungezwungenes Leben mit zahlreichen Liebesaffären. Besonders intensiv ist seine Beziehung zu der Künstlerin Sabina, mit der er auch nachdenkliche Gespräche führt.
Bei einem beruflichen Aufenthalt in einem heruntergekommenen Kurort verliebt er sich in die Kellnerin Teresa, die ihn später unangekündigt in Prag besucht. Zwischen den beiden wächst eine feste Beziehung, seine Affären beendet er jedoch nicht. Sabina und Teresa freunden sich miteinander an, Sabina verhilft Teresa sogar zu einer neuen Aufgabe als Fotografin. Teresa und Tomáš heiraten schließlich. Doch Tomáš’ fortgesetzte Affären führen bei Teresa zu Alpträumen.
Während des Prager Frühlings äußert Tomáš seine Ansichten über den Stalinismus und schreibt diese, von einem Freund ermuntert, nieder. Eine Zeitung veröffentlicht den Text, in dem Tomáš die sozialistischen Führer mit Ödipus vergleicht. Dieser habe zwar nicht gewusst, wen er getötet hatte, sich aber wenigstens selbst bestraft, als er seinen Fehler erkannt hatte, während die Stalinisten so tun, als sei nichts passiert.
Als im August 1968 Truppen des Warschauer Paktes in Prag einmarschieren und den Prager Frühling beenden, emigriert Sabina nach Genf. Teresa fotografiert das gewaltsame Vorgehen in Prag und wird deshalb vorübergehend festgenommen. Als sie wieder freikommt, machen sich Tomáš und Teresa ebenfalls auf den Weg in die Schweiz. Tomáš nimmt in Genf eine Stelle an, die ihm vorher schon mehrmals angeboten wurde. Teresa jedoch, die gern aktuelle Ereignisse fotografiert, findet im satten Leben des Westens keine befriedigende Arbeit. Ihre Bilder des Prager Geschehens werden zwar bewundert, sind den Medien aber nicht aktuell genug.
Obwohl Sabina in der Schweiz eine Beziehung mit dem anderweitig verheirateten Franz begonnen hat, trifft sie Tomáš immer noch gelegentlich, worunter Teresa zusätzlich leidet. Schließlich kehrt Teresa allein nach Prag zurück und hinterlässt Tomáš einen Brief, in dem sie schildert, dass das Leben für ihn zwar sehr leicht, für sie aber umso schwerer sei, und sie die Leichtigkeit, mit der er lebe, nicht mehr aushalte. Auch Sabina verlässt die Schweiz, als Franz eine feste Beziehung mit ihr eingehen will, und zieht in die USA. Tomáš folgt Teresa nach Prag, wo er sich jedoch weigert, seine früheren, systemkritischen Äußerungen zu widerrufen, sodass er nicht mehr als Chirurg arbeiten darf und deshalb Fensterputzer wird. Um Tomáš’ Affären besser verstehen zu können, lässt sich Teresa auf eine Liebesnacht mit einem anderen Mann ein, einem Ingenieur, findet jedoch keinen Gefallen daran. Als ein ehemaliger Botschafter, der jetzt als Putzmann arbeiten muss, ihr die Augen öffnet, dass ihre Bekanntschaft mit dem angeblichen Ingenieur inszeniert gewesen sein könnte, erkennt sie, dass in Prag jeder jeden bespitzelt und dies kein Leben mehr für sie ist. Am liebsten würde Teresa das Land sofort wieder verlassen. Tomáš erklärt ihr aber, dass sie nicht aus der Tschechoslowakei emigrieren können, da ihnen beim Grenzübertritt die Pässe abgenommen worden sind. Schließlich ziehen sie zu einem Bauern, den Tomáš einst erfolgreich operiert hat, aufs Land.
Auf dem einsamen Gehöft scheinen die beiden endlich angekommen zu sein. 
Der Film endet damit, dass Tomas und Tereza kurz vor ihrem tödlichen Unfall in einem Landwirtschaftslaster im Regen eine Landstraße entlangfahren, während Tomas zumindest am Ende gegenüber Tereza friedlich zum Ausdruck bringt, wie glücklich er sich jetzt fühlt: „I am happy“ …

## Kritik
Das Lexikon des internationalen Films schrieb, der Film sei „teilweise effektgeladen“, „sentimental ausgespielt“ und „technisch außerordentlich raffiniert“. Er beleuchte den Zusammenhang zwischen den historischen Ereignissen und „persönlichem Schicksal“ nur am Rande, zeige jedoch ein „Gespür für Orte, Gegenstände und vor allem Körper“, mit dem er „das Spannungsfeld von Sexualität und Gefühl“ thematisiere.
Prisma lobt Regisseur Philip Kaufman, dem „mit einem europäischen Team vor und hinter der Kamera eine faszinierende Adaption des komplexen poetischen Erzählwerks [gelang]“, „obwohl die literarische Vorlage von Milan Kundera als unverfilmbar galt.“
Cinema urteilt knapp „Sinnliches Zeitporträt in superben Bildern“
In Die Fallen der Welt (1994) schreibt Květoslav Chvatík: „Das Drehbuch eliminierte die philosophische Ebene und die Traumebene des Textes, strich die Spiegelgeschichte von Sabina und Tomas – kurz: es zerstörte die Polyphonie des Textes. Die Geschichte von Tomas, Teresa und Sabina wurde auf eine traditionelle Dreiecksgeschichte reduziert und die zerbrechliche Liebesbeziehung in eine banale Abfolge erotischer Szenen in Hollywood-Manier verwandelt.“
Adam Soboczynski berichtete anlässlich des Todes von Milan Kundera: „Die Verfilmung seines berühmtesten Romans Die unerträgliche Leichtigkeit des Seins (1984) durch Philip Kaufman […] missfiel ihm sehr. Er entzog sich fortan empört der Öffentlichkeit. Das kann man verstehen: Mit dem Spielfilm wurde das formal anspruchsvolle, philosophisch ambitionierte Werk […] zum Softporno für Intellektuelle reduziert.“

## Auszeichnungen
Der Film war 1989 in den Kategorien Bestes adaptiertes Drehbuch und Beste Kamera (Sven Nykvist) jeweils für einen Oscar nominiert; im selben Jahr erhielten zudem Lena Olin und der Film in der Kategorie Bestes Drama jeweils eine Nominierung für einen Golden Globe.
Das Drehbuch gewann 1989 den BAFTA Award und war für den Writers Guild of America Award nominiert. Sven Nykvist gewann 1989 den Independent Spirit Award; 1988 war er zudem für den Best Cinematography Award der British Society of Cinematographers und 1989 für einen ASC Award der American Society of Cinematographers nominiert. Des Weiteren wurden der Film wie auch Philip Kaufman im genannten Jahr jeweils mit dem National Society of Film Critics Award ausgezeichnet.

## Hintergrund
Der Film wurde in Frankreich, unter anderem in Paris und in Lyon, sowie in Genf gedreht.
Für die Fotografie war Ingmar Bergmans ständiger, oscar-prämierter Kameramann Sven Nykvist zuständig. Dreharbeiten in Prag waren nicht genehmigt worden. Für die Darstellung der sowjetischen Invasion der Tschechoslowakei am 21. August 1968 wurde Dokumentarmaterial aus acht europäischen Filmarchiven gekauft. Kaufman: "Diese Originalbilder kombinierten wir mit schwarzweiß gefilmten Bildern, in denen unsere Schauspieler zu sehen sind.
Die Produktionskosten betrugen Schätzungen zufolge 18 Millionen US-Dollar. Er spielte in den amerikanischen Kinos nur etwa 10 Millionen US-Dollar ein, war aber in Europa ein großer kommerzieller Erfolg.

## DVD-Veröffentlichungen
- Die unerträgliche Leichtigkeit des Seins. Special Edition. 2-Disc-Set. Warner Home Video 2006
- Die unerträgliche Leichtigkeit des Seins. Warner Home Video 2008

## Nachweise
1. ↑  Die unerträgliche Leichtigkeit des Seins. In: Lexikon des internationalen Films. Filmdienst, abgerufen am 12. Oktober 2011.
2. 1 2  Die unerträgliche Leichtigkeit des Seins. In: prisma. Abgerufen am 11. April 2021.
3. ↑  Die unerträgliche Leichtigkeit des Seins. In: cinema. Abgerufen am 11. April 2021.
4. ↑  Květoslav Chvatík: Die Falen der Welt, München 1994, S. 143
5. ↑  Die Zeit Nr. 31, 20. Juli 2023, S. 46.
6. ↑  Drehorte für Die unerträgliche Leichtigkeit des Seins Internet Movie Database, abgerufen am 11. April 2021
7. ↑  Einspielergebnisse für Die unerträgliche Leichtigkeit des Seins Internet Movie Database, abgerufen am 11. April 2021